# Șomcuta Mare
Șomcuta Mare (en hongarès: Nagysomkút; en alemany: Großhorn) és una ciutat del comtat de Maramureș (Romania).
La ciutat administra set pobles: Buciumi (Törökfalu), Buteasa (Bucsonfalva), Ciolt (Csolt), Codru Butesii (Kodrulytelep), Finteușu Mare (Nagyfentős), Hovrila (Hávord) i Vălenii Șomcutei (Somkútpataka). Va ser declarada ciutat el 2004.

## Història

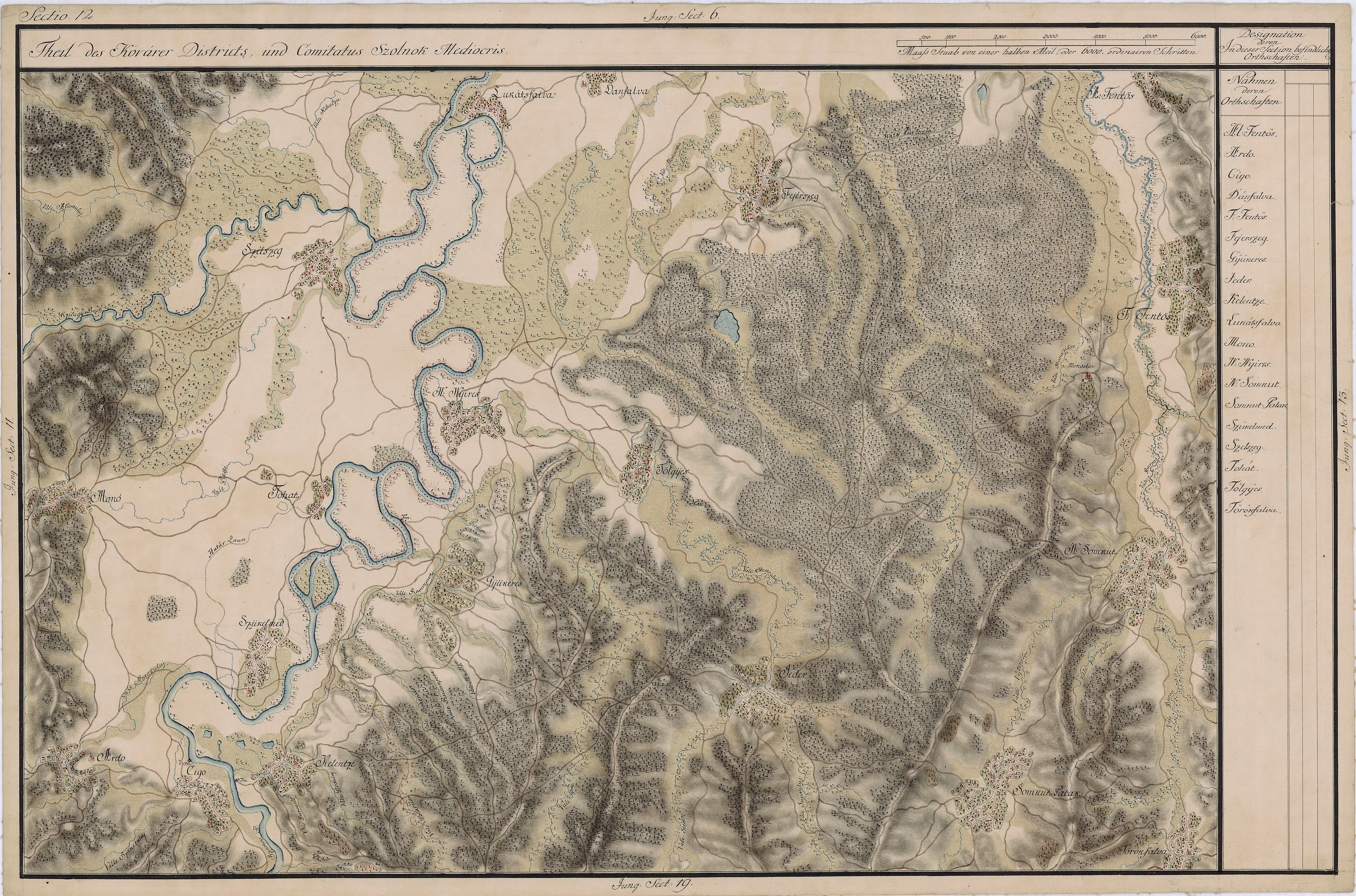
Șomcuta Mare al mapa josefí de Transsilvània

Es desconeix la data exacta de fundació de Șomcuta Mare; no obstant això, es menciona per primera vegada el 1319 com a part del regne de "Cetatea de piatră". Al segle xiv, la localitat, juntament amb el "Domini Chioar", entra a la possessió de voivodes (governants) romanesos de Maramureș. A partir de 1566, el "Domini Chioar" es divideix en 12 voivodats, dels quals els dirigits pel voivoda Dan Butean són administrats des de Șomcuta Mare, que abasta 14 pobles. L’any 1599 Șomcuta Mare juntament amb el "Domini Chioar" restant es transfereix al domini de Mihai Viteazul.
El 1713 es destrueix "Cetatea de piatră". Més tard, el 1738, el "domini Chioar" es transforma en un "Ținut" (terra de), cosa que condueix a una importància administrativa major de Șomcuta Mare. Amb l'ajut de Gheorghe Șincai es funda una escola l'any 1784; s'obre una escola primària entre 1835-1838 i una escola per a noies entre 1867-1889.
A finals del segle xix, la localitat es converteix en un important punt comercial, amb mercats consolidats. L'àrea tenia 3 bancs operatius: "Casa d'Economia a Districtului Chioar" (Casa d'Estalvis del Districte de Chioar), "Casa d'Economia Chioreană" i "Banca de Comerț" (Banc de Comerç); així com una estació de tren, oficina de correus, telègraf, biblioteca i casa de bombers.
Durant les entreguerres, hi ha premses d’oli, molins i 3 fàbriques de processament de cuir a la zona i s’obre una escola d’agricultura. Entre el 1922 i el 1929 s’obre un gimnàs. Els anys 1930-1931 es publica el diari "Chioar".
Després de la Segona Guerra Mundial, la localitat va assolir un nivell d’urbanització superior. El seu estatus es va canviar de comuna a ciutat el 2004.
Al poble de Finteușu Mare, la cançó "Dac-am plecat, Ardealule, din tine" és interpretada pel cor masculí local.
La ciutat de Șomcuta Mare té una superfície de 12.040 ha, de les quals:
Terres agrícoles: 7.949 ha
- terres cultivables: 2.799 ha
- pastures: 1.855 ha
- camps de fenc: 2.585 ha
- vinyes: 5 ha
- horts: 705 ha

- boscos: 3.177 ha
- aigua: 107 ha
- carreteres: 201 ha
- edificis: 517 ha
- terreny buit: 89 ha

## Demografia
Després del cens de població de 2002, la població de les ciutats és de 7.708 persones; dels quals: 6.810 romanesos, 167 hongaresos, 3 alemanys, 3 italians, 1 ucraïnès, 1 jueu i 1 serbi. En comparació amb el cens de població de 1992, la població va disminuir de 8.079.

## Turisme
- Reserva Natural "Peștera Vălenii Șomcutei" (Cova de Vălenii Șomcutei) (5 ha).